# Białoruski Ruch Oporu „Żubr”
Białoruski Ruch Oporu „Żubr” (biał. Беларускі Рух Супраціву „ЗУБР”, Biełaruski Ruch Supracivu „Zubr”) – działająca w latach 2001–2006 obywatelska, młodzieżowa organizacja na Białorusi, opozycyjna wobec prezydenta Aleksandra Łukaszenki. „Żubr” czerpał inspirację z serbskiego ruchu studenckiego Otpor, który wywierał nacisk na rząd w Belgradzie doprowadzając do obalenia Slobodana Miloševicia w 2000 roku, oraz prac Gene’a Sharpa na temat działania bez przemocy.
Organizacja została zauważona w świecie, gdy w 2005 roku jej przedstawiciele spotkali się na Litwie z Sekretarz Stanu USA Condoleezzą Rice. Spotkanie wiązało się z ryzykiem uwięzienia po powrocie działaczy na Białoruś.
Niektórzy dziennikarze łączą liderów organizacji z ideą dżinsowej rewolucji, podczas której liczono na taką popularność, jak w przypadku ukraińskiej pomarańczowej rewolucji i gruzińskiej rewolucji róż. Alaksandr Łukaszenka skomentował to jednak słowami: „W naszym kraju nie będzie różowej, pomarańczowej, ani nawet bananowej rewolucji”.
Tak jak wielu działaczy opozycyjnych, członkowie „Żubra” byli szykanowani przez białoruską milicję i służby bezpieczeństwa. 23 grudnia 2005 aresztowano pod zarzutem posiadania narkotyków (podrzuconych przez służby bezpieczeństwa) m.in.: Pawła Modżaro, Alaksandra Marazawa. 16 lutego 2006 Aleh Miatselica i Paweł Junkiewicz zostali aresztowaniu podczas pokojowego wiecu wzywającego do uwolnienia więźniów politycznych. Dwóch innych członków aresztowano 20 lutego za rozdawanie ulotek.
Podczas wyborów prezydenckich w 2006 „Żubr” wspierał Alaksandra Milinkiewicza, kandydata opozycji z ramienia Białoruskiego Kongresu Sił Demokratycznych. Po międzynarodowej krytyce nieprawidłowości podczas wyborów, odbyło się kilka protestów, podczas których machano flagami „Żubra”, biało-czerwono-białymi flagami niepodległej Białorusi i flagami Unii Europejskiej.
Po wyborach „Żubr” ogłosił swoje samorozwiązanie.

## Polski oddział „Żubra”

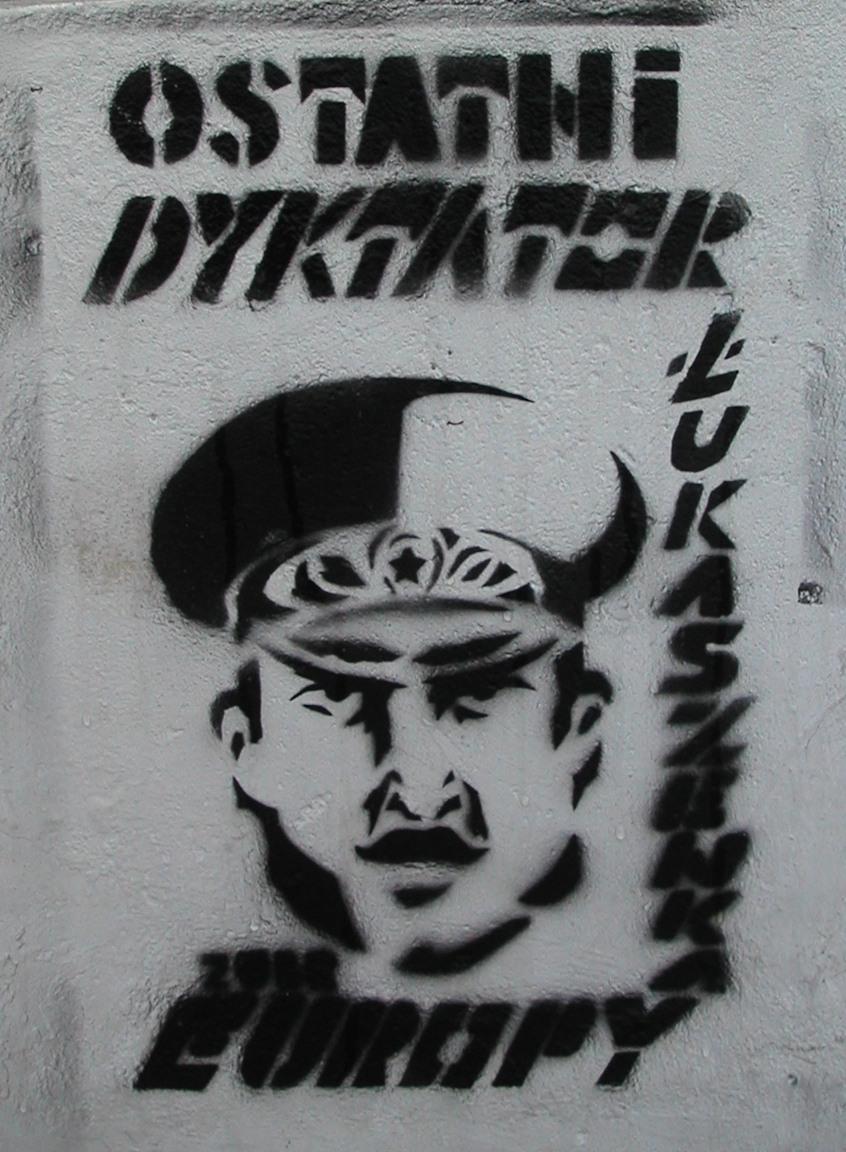
Graffiti w Warszawie, listopad 2002 roku

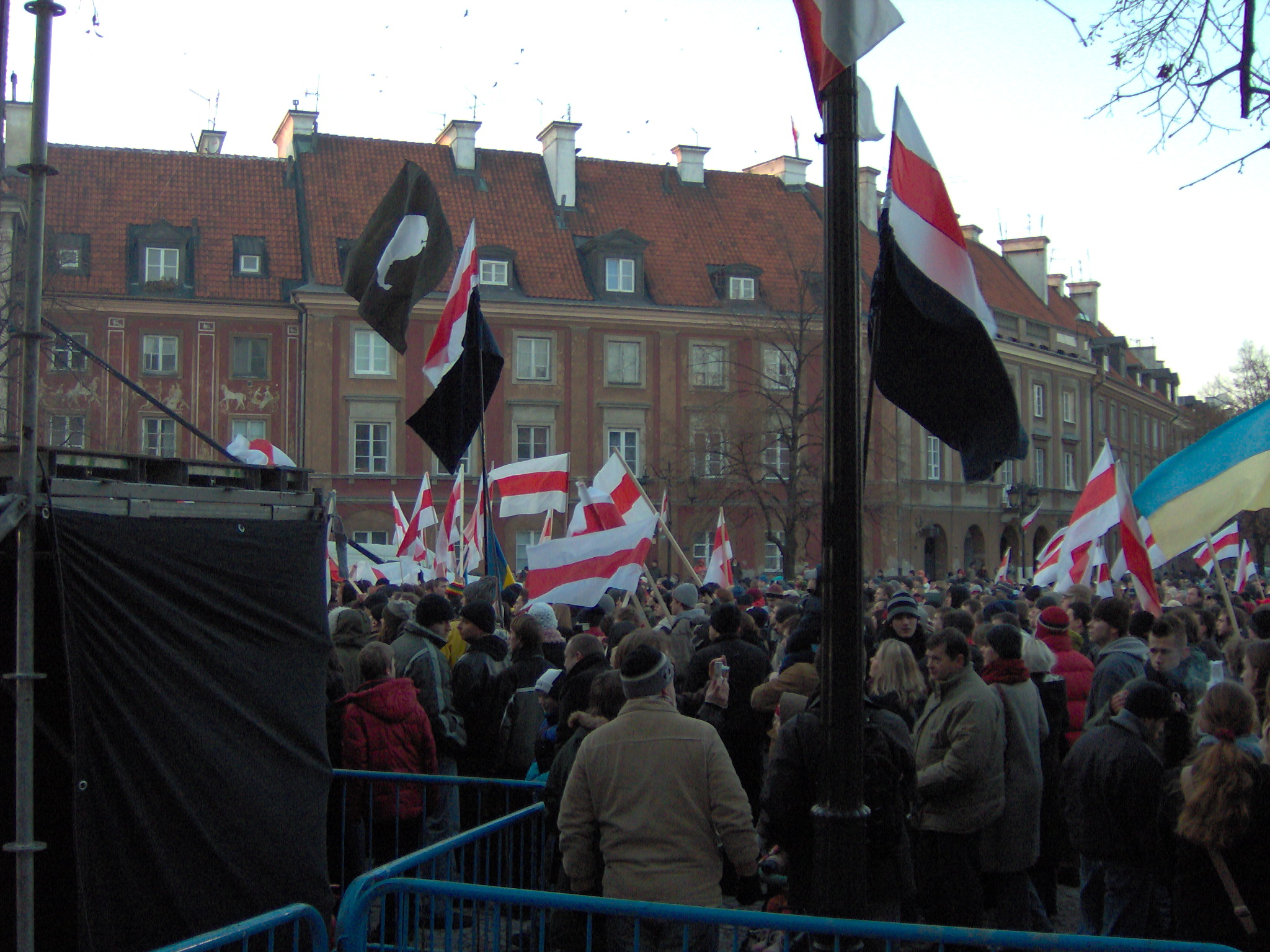
Czarne flagi „Żubra” na koncercie „Solidarni z Białorusią” w Warszawie, 12 marca 2006 roku

Po wyborach w 2001 roku niektórzy działacze organizacji udali się na emigrację, m.in. do Polski, gdzie na przełomie lat 2002/2003 wraz z polskimi entuzjastami białoruskiej opozycji przeprowadzili kilka akcji poparcia i solidarności. Były to m.in.:
- pikiety przy Ambasadzie Białorusi w rocznicę zaginięć białoruskich opozycjonistów oraz tzw. „Łańcuch nieobojętnych ludzi”
- akcje ulotkowo-informacyjne dla Polaków dot. praw człowieka na Białorusi
- współpraca z polskimi organizacjami młodzieżowymi

Polski oddział „Żubra” był praktycznie niezależny od białoruskiego, a wybrana nazwa niosła ze sobą szereg negatywnych efektów, np. polskie organizacje usiłowały kontaktować się z centralą w Mińsku w sprawie jego działań, a także Białorusini w Polsce związani z organizacjami niechętnymi „Żubrowi” odmawiali współpracy.
W związku z tym, w listopadzie 2003 roku organizacja przekształciła się w stowarzyszenie o bardziej neutralnej nazwie: Związek na rzecz Demokracji na Białorusi.